# Hollywood sul Tevere
Hollywood sul Tevere è un film documentario italiano del 2009, scritto e diretto da Marco Spagnoli.

## Trama
La pellicola descrive Roma e Cinecittà e i tempi d'oro del cinema italiano, in particolare si sofferma in un'illustrazione delle più grandi star di Hollywood in Italia fra il 1950 e il 1970. Il documentario è basato sulle documentazioni degli archivi Luce di Cinecittà.

## Distribuzione
Il film è uscito nelle sale cinematografiche italiane nel 2009 ed è stato presentato nella sezione Controcampo Italiano alla 66ª Mostra del cinema di Venezia.

## Premi e riconoscimenti
Il documentario ed è stato candidato al David di Donatello nella categoria documentario di lungometraggio e ai Nastri d'Argento nella categoria miglior documentario sul cinema.